# Havedam
Havedam er en dam eller mindre sø i haven. Havedammen er siden 1970'erne blevet mere almindelig i selv mindre danske haver. Tidligere fandtes havebassiner næsten udelukkende i større parker og haveanlæg i forbindelse med godser og slotte.
En havedam er oftest kunstigt anlagt, og kan være fra et helt lille bassin, med et vandindhold på et par hundrede liter til en større sø. Den anlægges oftest for at øge prydværdien af en have.
En havedam kan indeholde planter/blomster, fisk, lyssætning, vandfald, springvand og figurer.
Havedamme kan være til stor hjælp for padder, da mange naturlige vandhuller er blevet opfyldt eller der er blevet udsat fisk i. Hvis man gerne vil have padder som f.eks. frøer og salamandre til at finde havedammen og bruge den som ynglested, er det vigtigt at der ikke er fisk i dammen, da fiskene æder paddernes æg og haletudser.

## Fauna

### Fisk
- Guldfisk
- Karpe
- Stør

### Padder
- Frøer
- Tudser
- Salamander

### Andet
- Snegle
- Vandkalv
- Igle
- Skøjteløber
- Myggelarver
- Guldsmedelarver

## Flora
Typisk er planter i en havedam inddelt i 4 forskellige typer: Undervandsplanter, vandplanter, flydeplanter og sumpplanter.

### Undervandsplanter
Undervandsplanter er planter, der kun eller næsten kun vokser under vandet. Evt. kan de have blad eller blomster over vandoverfladen såsom vandliljen. Disse planter placeres i en dam eller vandbeholder 30-60 cm under vandoverfladen. Disse planter hjælper med at ilte vandet til fordel for evt. fisk.
Eksempler på undervandsplanter:
- Gul Åkande (Nuphar lutea)
- Hvid Nøkkerose (Nymphaea alba)
- Liden Åkande (Nuphar pumila)
- Rød Nøkkerose (Nymphaea rubra)
- Ægyptisk Lotus (Nymphaea lotus)

### Vandplanter
Vandplanter er planter, der lever med rødderne under vand, men resten af planten over vandoverfladen. Disse placeres typisk så toppen af potten er lige over eller lige under vandoverfladen.
Eksempler på disse er:
- Almindelig Vandpest (Elodea canadensis)
- Almindelig Søblad (Nymphoides peltata)
- Almindelig Vandranukel (Ranunculus aquatilis)
- Almindelig Vandrøllike (Hottonia palustris)
- Duftende Søaks (Aponogeton distachyos)
- Kruset Søaks (Aponogeton crispus)
- Papegøjefjer (Myriophyllum aquaticum)
- Roset-Vandstjerne (Callitriche cophocarpa)
- Sump-Ludwigia (Ludwigia palustris)
- Tornfrøet Hornblad (Ceratophyllum demersum)
- Vandspir (Hippuris vulgaris)

### Flydeplanter
Flydeplanter er som navnet siger planter, der flyder på vandoverfladen. Det vil sige, at de ikke har et fast forankret rodnet.
Eksempler på disse er:
- Almindelig Frøbid (Hydrocharis morsus-ranae)
- Andemad (Lemna-arter)
- Flydende Hornnød (Trapa natans)
- Krebseklo (Statiotes aloides)
- Muslingeblomst (Pistia stratiotes)
- Tykstilket Vandhyacint (Eichhornia crassipes) (Er dog betegnet som invasiv i Danmark - så denne frarådes)Invasiv art|
- Vand-Pileurt (Persicaria amphibia)

### Sumpplanter
Sumpplanter lever tæt ved vand, men ikke decideret nede i vandet.
Eksempler på disse er:
- Almindelig Abeblomst (Mimulus guttatus)
- Almindelig Kalmus (Acorus calamus)
- Amerikansk Sumpiris (Iris versicolor)
- Brudelys (Butomus umbellatus)
- Bukkeblad (Menyanthes trifoliata)
- Dværg-Dunhammer (Typha minima)
- Eng-Forglemmigej (Myosotis palustris)
- Eng-Kabbeleje (Caltha palustris)
- Gul Iris (Iris pseudacorus)
- Hvid Kalla (Zantedeschia aethiopica)
- Japansk Iris (Iris ensata)
- Japansk Sumpiris (Iris laevigata)
- Kardinal-Lobelie (Lobelia cardinalis)
- Knippe-Star (Carex pseudocyperus)
- Kærmysse (Calla palustris)
- Langbladet Ranunkel (Ranunculus lingua)
- Sibirisk Iris (Iris sibirica)
- Skavgræs (Equisetum hyemale)
- Smalbladet Dunhammer (Typha angustifolia)
- Smalbladet Kæruld (Eriophorum angustifolium)
- Vand-Mynte (Mentha aquatica)